# Asterix (personaggio)
Asterix (Astérix) è un personaggio dei fumetti, protagonista dell'omonima serie creata da René Goscinny e Albert Uderzo, che ha esordito nel 1959 nel primo numero della rivista francese Pilote. Da allora è stato protagonista di oltre trenta albi a fumetti oltre che di lungometraggi sia a cartoni animati che con attori in carne e ossa e del relativo merchandising. Gli è stato dedicato nel 1965 il primo satellite artificiale francese e un asteroide scoperto nel 1996; ha ispirato la realizzazione di un parco giochi a tema, Parc Astérix, inaugurato nel 1989 a Plailly, vicino a Parigi.

## Genesi del personaggio
Asterix nacque in seguito a lunghe discussioni fra i suoi due creatori, il disegnatore Uderzo e lo sceneggiatore Goscinny: il primo infatti avrebbe voluto fare del proprio personaggio un eroe classico, forte, valoroso e nerboruto, simile a quello del precedente lavoro della coppia "Oumpah-Pah" mentre lo scrittore optava per un antieroe dal fisico minuto e di dimensioni ridotte e più abile con il cervello che con la forza bruta. La versione finale del personaggio, pur mediando fra questi estremi, risente maggiormente della visione di Goscinny, mentre Obelix è più simile alle idee di Uderzo.
Il nome Asterix deriva dal francese "asterisque" (asterisco) nella sua doppia valenza di "piccola stella" ma anche di "rimando a fondo pagina", con l'aggiunta del suffisso -ix che nel fumetto caratterizza i nomi di praticamente tutti i Galli e derivato dal nome celtico del condottiero Vercingetorige (Vercingetorix). Goscinny ha affermato scherzosamente che il nome, iniziando per "A", sarebbe stato un vantaggio per quando il suo personaggio sarebbe stato elencato nelle enciclopedie.

## Biografia del personaggio
È un minuto guerriero gallico che all'epoca della conquista della Gallia da parte di Giulio Cesare si batte insieme ai suoi compatrioti per difendere l'indipendenza del proprio villaggio in Armorica con l'ausilio della pozione magica del druido Panoramix che dona a chi la beve una forza irresistibile. In tutte le sue avventure esclusa la prima è sempre accompagnato dal fedelissimo amico Obelix.
Nelle storie a fumetti della serie di cui è protagonista non compaiono molti elementi utili a descriverne la biografia così come quella dei comprimari della serie. Le poche informazioni sulla sua infanzia derivano dalla storia illustrata Come fu che Obelix cadde da piccolo nel paiolo del druido e dall'avventura breve Asterix e il primo giorno di scuola pubblicata in Italia nell'albo Asterix tra banchi e... banchetti. Il personaggio è nato nel 35 a.C. ma dove la sigla sta per "avanti Cesare" ovvero la data dell'arrivo del condottiero romano in Gallia ovvero il 49 a.C.. Quindi Asterix è nato nell'85 a.C. e ha quindi poco più di 35 anni all'epoca in cui si svolgono le sue avventure. È nato nello stesso giorno di Obelix. In precedenza, l'età di Asterix non era mai stata esplicitata, e questo aveva fatto nascere anche alcune gag negli albi: ad esempio nell'avventura Il figlio di Asterix, Beniamina, la moglie di Abraracourcix, spettegolando con le sue amiche dichiara come il guerriero abbia «più anni di quanti non ne dimostri».
In Come fu che Obelix cadde da piccolo nel paiolo del druido storia narrata in prima persona dallo stesso Asterix appaiono i suoi genitori: il padre Astronomix, anch'egli guerriero, e la madre Praline. Astronomix assomiglia moltissimo nell'aspetto fisico a suo figlio eccetto per i capelli leggermente più scuri. In Asterix e Latraviata si scopre che i due sono ancora vivi ma hanno lasciato il villaggio per aprire un negozio di souvenir a Condate (l'attuale Rennes) insieme ai genitori di Obelix, Obelodalix e Gelatine. Inoltre vi si narra che Asterix e Obelix sono amici fin dall'infanzia quando Obelix prima di cadere nel calderone della pozione magica era un bambino debole ed estremamente timido, oggetto degli scherzi e delle prese in giro degli altri suoi coetanei.
Asterix ha anche dei parenti in Britannia e nell'avventura Asterix e i Britanni si fa la conoscenza di suo cugino Beltorax.

## Caratterizzazione del personaggio

### Descrizione fisica

Fac-simile del tipico elmetto di Asterix

Fisicamente, Asterix ha una corporatura minuta, di altezza molto inferiore agli altri personaggi, caratteristica messa ancora più in risalto dal confronto con il colossale amico Obelix. Ha corti capelli biondi e lunghi baffi spioventi dello stesso colore che pendono al di sotto di un grosso naso a patata(una caratteristica comune, con rare eccezioni, a praticamente tutti i personaggi e che rappresenta uno dei "marchi di fabbrica" del disegnatore Uderzo, nonché ispirata alla fisionomia del condottiero gallo Brenno).
Come molti personaggi dei fumetti, Asterix indossa sempre gli stessi vestiti: una casacca nera, stretta in vita da una cinta borchiata, pantaloni rossi e grosse scarpe marroni. Porta sempre con sé una borraccia immancabilmente zeppa di pozione magica ed una spada, un corto gladio in una fodera celeste,ma che tuttavia non usa quasi mai, preferendo battersi a mani nude con pugni e sganascioni. Ad ogni modo, occasionalmente fa sfoggio di notevole abilità spadaccina, ad esempio nell'avventura Asterix e il regalo di Cesare nella quale lo si vede ingaggiare un duello con un romano, di cui ha facilmente la meglio arrivando a disegnargli una "Z" sui vestiti, proprio come Zorro.
Il capo di abbigliamento più caratteristico del personaggio è però senza dubbio il caratteristico elmetto alato di forma tonda, che indossa quasi sempre. In Asterix in America, Obelix afferma che l'amico non si separa mai dal copricapo, "tranne che quando mangia e quando dorme". Le stesse ali, benché teoricamente metalliche e inchiodate e saldate all'elmetto, sembrano dotate di vita ed emozioni proprie, diritte e verticali ad esempio quando Asterix è sorpreso o allarmato, piegate verso il basso quando è invece triste o malinconico.

### Carattere e personalità
Dal punto di vista psicologico, Asterix raccoglie in sé tutte le caratteristiche (più o meno stereotipate) dei Galli di provincia descritti nel fumetto, essendo bonaccione, compagnone, collerico, attaccabrighe, orgoglioso e astuto oltre che estremamente coraggioso. Spesso viene definito da Abraracourcix come il guerriero più abile e valoroso del suo villaggio.
Asterix è uno dei membri più intelligenti e assennati del villaggio, e quindi viene solitamente scelto per qualsiasi missione pericolosa, importante o esotica. A differenza della maggior parte degli altri abitanti del villaggio, non inizia o si unisce a risse per il gusto di farlo, anche se apprezza un bel combattimento quando ce n'è motivo. Dispettoso per natura, ama prendere in giro i suoi nemici. In molte occasioni dimostra di essere un astuto pensatore, dotato di notevole arguzia ed incline a ragionare prima di agire. Spesso risolve le situazioni con trovate ingegnose, ad esempio in Asterix e i Britanni ha la brillante idea di preparare una falsa pozione magica per infondere coraggio ai guerrieri Britanni prima dell'attacco dei romani, cosa che li porterà alla vittoria: tale falsa pozione era il tè, la passione britannica per il quale viene così spiegata. Ad ogni modo, come tutti i suoi esuberanti compatrioti, non disdegna l'azione e l'impiego della forza bruta: emblematica è una situazione presente in Asterix e il paiolo in cui, dovendo rapinare una banca, il guerriero elabora un complicato piano frutto di molte notti di lavoro. Non riuscendo però a farne comprendere i dettagli a Obelix, perde la pazienza e dichiara stizzito "tanto peggio. Ci butteremo nella mischia, prenderemo l'oro e ce ne andremo!".
Asterix e Obelix sono grandi ed inseparabili amici, come dimostrano in tutte le innumerevoli avventure che vivono insieme. Ogni tanto finiscono per litigare, soprattutto a causa delle diversità fra l'atteggiamento intelligente e logico dell'uno e l'ingenuità inattaccabile dell'altro, ma le loro liti finiscono immancabilmente per ricomporsi nel giro di pochissimo tempo.
Sebbene non lo si sia mai visto impegnato in relazioni amorose o in situazioni galanti, Asterix è sensibile al fascino del gentil sesso, sebbene tenda a darlo a vedere molto meno del più suscettibile Obelix: infatti, laddove quest'ultimo esterna i propri sentimenti in maniera visibile, arrossendo, o balbettando imbarazzato di fronte alle ragazze, e commuovendosi fino alle lacrime alle belle storie d'amore, Asterix invece cerca solitamente di dissimulare indifferenza esteriormente, sebbene anche lui non possa evitare di sospirare sognante dopo essere stato baciato dalla bella Falbalà in Asterix legionario (una cosa simile avviene anche in Asterix e Latraviata).